# 本化日蓮宗
本化日蓮宗（ほんげにちれんしゅう）は、日蓮を宗祖とし、日像を派祖とする、日蓮門下の一派である。

## 宗祖
- 日蓮

## 派祖
- 日像

## 本山
- 石塔寺

## 沿革
- 1310年（延慶3年）日像は向日神社に題目塔を建立する。
- 1470年（文明2年）日成は石塔寺を建立する。
- 1954年（昭和29年）石塔寺は日蓮宗から独立し、本化日蓮宗と公称する。